# Baroy
Baroy (Bayan ng Baroy) är en kommun i Filippinerna. Kommunen ligger på ön Mindanao, och tillhör provinsen Lanao del Norte. Folkmängden uppgår till 20 392 invånare.

## Källor

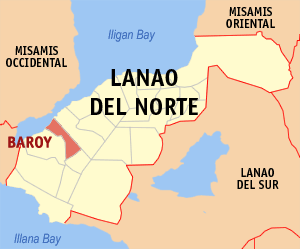
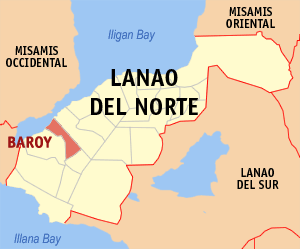

## Barangayer
Baroy delas in i 23 barangayer.
| - Andil - Bag-ong Dawis - Baroy Daku - Bato - Cabasagan - Dalama - Libertad - Limwag - Lindongan - Maliwanag - Manan-ao - Pange | - Pindolonan - Poblacion - Princesa - Raw-an Point - Riverside - Sagadan (Sagadan Lower) - Salong - Tinubdan - Sagadan Upper - San Juan - Santo Niño Village |